# Tripteroides mattinglyi
Tripteroides mattinglyi är en tvåvingeart som beskrevs av Francisco E. Baisas och Ubaldo-pagayon 1953. Tripteroides mattinglyi ingår i släktet Tripteroides och familjen stickmyggor.
Artens utbredningsområde är Filippinerna. Inga underarter finns listade i Catalogue of Life.